# Явченська сільська рада
| Явченська сільська рада — орган місцевого самоврядування у Рогатинському районі Івано-Франківської області з адміністративним центром у с. Явче. Історична дата утворення: в 1940 році в Букачівському районі. 17.10.1954 облвиконком рішенням № 744 передав хутір Йосипівку з Васючинської сільської ради до Явченської сільської ради. Сільській раді підпорядковані населені пункти: - с. Явче - с. Йосипівка - с-ще Межигаї |

## Склад ради
Рада складається з 16 депутатів та голови.

### Керівний склад ради
| ПІБ                     | Основні відомості                                                                             | Дата обрання | Дата звільнення |
| ----------------------- | --------------------------------------------------------------------------------------------- | ------------ | --------------- |
| Сливка Ігор Миколайович | Сільський голова, 1966 року народження, освіта, член Всеукраїнського об'єднання 'Батьківщина' | 26.03.2006   | 31.10.2010      |
| Сливка Ігор Миколайович | Сільський голова, 1966 року народження, освіта середня спеціальна, безпартійний               | 31.10.2010   |                 |

Примітка: таблиця складена за даними джерела